# Asparagus densiflorus
Asparagus densiflorus je stálezelená vytrvalá rostlina příbuzná s jedlým chřestem lékařským. Je pěstována jako okrasná pokojová rostlina. Vytváří dlouhé převislé výhony, které jsou otrněné a porostlé fylokladii. Kvete malými bílými vonnými květy, ze kterých se po opylení vytvoří malé červené jedovaté bobule.

## Původ
Pochází z Jižní Afriky.

## Pěstování a využití
Rostlině se nejlépe daří při teplotě 20–22 °C. Vyžaduje nepřímé světlo nebo polostín. V létě je třeba rostlinu chránit před úpalem. V období vegetace vyžaduje pravidelnou zálivku, v zimě se zálivka omezí na minimum. Rostlinu lze pěstovat buď v květináči nebo v závěsném košíku. Nesnáší cigaretový kouř a výpary ze zemního plynu. Při nízkých teplotách fylokladia žloutnou a opadávají. Množí se dělením při přesazování nebo semenem.

### Škůdci
Rostlina může být napadána sviluškou snovací, při mírném napadení se používá systematický insekticid. Při velkém napadení je třeba rostlinu zlikvidovat. Rostlinu mohou napadnout i mšice a puklice.

### Využití
Rostlina se pěstuje jako okrasná pokojovka, používá se také při aranžování kytic.